# Горностає-Осада
Горностає-Осада (пол. Hornostaje-Osada) — село в Польщі, у гміні Моньки Монецького повіту Підляського воєводства.
Населення — 110 осіб (2011).
У 1975-1998 роках село належало до Білостоцького воєводства.

## Демографія
Демографічна структура станом на 31 березня 2011 року:
|          | Загалом | Допрацездатний вік | Працездатний вік | Постпрацездатний вік |
| -------- | ------- | ------------------ | ---------------- | -------------------- |
| Чоловіки | 54      | 11                 | 37               | 6                    |
| Жінки    | 56      | 11                 | 35               | 10                   |
| Разом    | 110     | 22                 | 72               | 16                   |